# Hager City
Hager City – jednostka osadnicza w Stanach Zjednoczonych, w stanie Wisconsin, w hrabstwie Pierce.